# Diaphorina linnavuorii
Diaphorina linnavuorii är en insektsart som beskrevs av Loginova 1978. Diaphorina linnavuorii ingår i släktet Diaphorina och familjen rundbladloppor. Inga underarter finns listade i Catalogue of Life.